# Allgemeine Gewerbeschule Basel
Die Allgemeine Gewerbeschule Basel (AGS) ist eine Gewerbeschule an der Lehrlingen Ergänzungsunterricht in berufskundlich-theoretischen, berufskundlich-praktischen, geschäftskundlichen sowie allgemeinbildenden Fächern erteilt wird.

## Geschichte
Die Vorläufer der AGS reichen bis in das Jahr 1782 zurück. Damals bestand eine Zeichnungsschule im Klingental, in der junge Handwerker Unterricht in Zeichnen und Geometrie erhielten. 1796 gründete die Gesellschaft für das Gute und Gemeinnützige im Markgräflerhof mit Unterstützung der Zünfte und des Staates eine Zeichnungsschule. Mit Grossratsbeschluss vom 20. Dezember 1886 wurde die bisherige «Zeichnungs- und Modellierschule» vom Staat unter der Bezeichnung «Allgemeine Gewerbeschule» übernommen und reorganisiert. 1930 wurde die Schule im Zusammenhang mit der Durchführung des Bundesgesetzes über die berufliche Ausbildung in die vier Abteilungen «Ernährungs- und Bekleidungsgewerbe», «Baugewerbe», «kunstgewerbliche Berufe» und «Mechanisch-technische Berufe» gegliedert. Einer der damaligen Lehrer war der Architekt Hans Bernoulli.
1971 wurde als Teil der AGS zusätzlich eine Berufsmittelschule geschaffen. Diese beinhaltete eine dreijährige ausbildungsbegleitende vertiefte Allgemeinbildung und wurde mit einem Diplom abgeschlossen, welches den Zugang zu einer Fachhochschule ermöglichte. Die weitere Entwicklung der AGS fand zunächst v. a. im Ausbau der Ausbildungsangebote statt. So bot die Gewerblich-industrielle Berufsschule 1987 als neue Angebote die Vorbereitung auf die Höhere Fachprüfung, die Aufnahmeprüfung Höhere Technische Lehranstalten und die Technikerschule Hochbau an. Im Zusammenhang mit der Schaffung von Fachhochschulen ward an der Gewerblich-industriellen Berufsschule wiederum die Berufsmittelschule umgestaltet und führte jetzt zur Berufsmaturität. In der Gewerblich-industriellen Berufsschule führte diese Entwicklung weiter zur Schaffung zahlreicher Technikerschulen (TS). 2001 bestanden die TS Elektronik, TS Hochbau, TS Maschinenbau, TS Tiefbau sowie die Schweizerische Metallbautechniker Schule (SMT).

## Bauliche Entwicklung

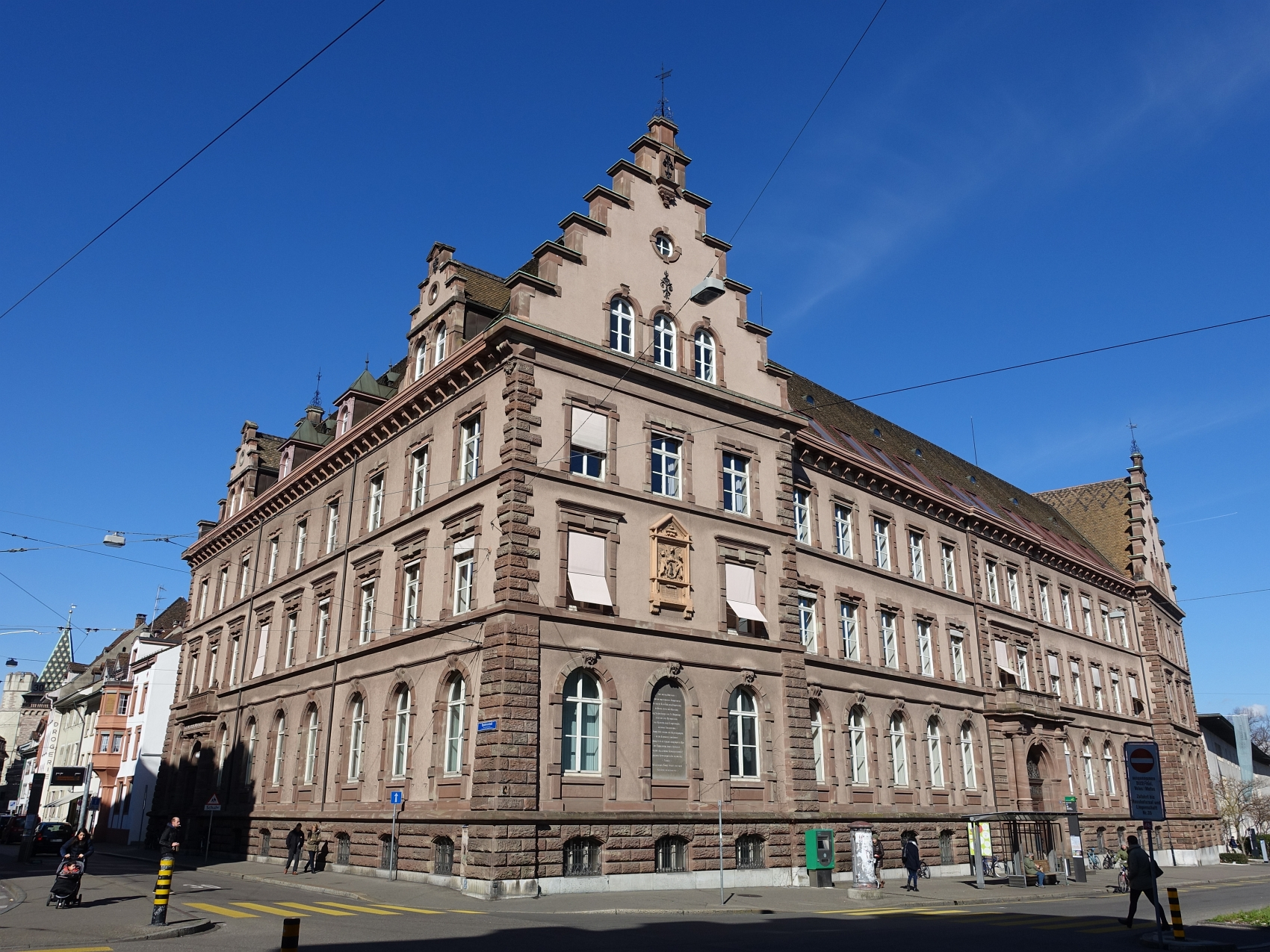
Alte Gewerbeschule und Gewerbemuseum am Petersgraben

Mit der Verstaatlichung von 1886/87 verbunden war die Planung eines Neubaus, in dem Gewerbemuseum und Gewerbeschule zusammen untergebracht werden sollten. 1893 konnte am Petersgraben ein zu diesem Zweck neu errichtetes Gebäude bezogen werden. Allerdings waren die neuen Räumlichkeiten bald schon wieder zu klein, so dass verschiedene Aussenstellen geschaffen werden mussten. 1961 konnte schliesslich ein von den Architekten Hermann Baur, Franz Bräuning und Arthur Dürig geplanter Bau auf dem Sandgrubenareal bezogen werden.

## «Kunstgewerbeschule Basel»
Von 1919 bis 1930 erfolgte an der Allgemeinen Gewerbeschule ein Ausbau der kunstgewerblichen Fachklassen. Für die 1930 ins Leben gerufene kunstgewerbliche Abteilung bürgerte sich im Folgenden der Name «Kunstgewerbeschule» ein. 1951 gab es Fachklassen für Innenausbau, Buchdruck, Buchbinden, Maler, Modellieren und Bildhauen sowie Mal- und Zeichenklassen. In den 1960er- und 1970er-Jahren wurde die Entwicklung der Kunstgewerbeschule von mehreren einflussreichen Lehrkräften geprägt. Emil Ruder, der die Fachklasse für Buchdruck gegründet hatte, übernahm 1965 die Leitung, Armin Hofmann gründete 1968 die Weiterbildungsklasse für Grafik und Wolfgang Weingart baute ebenda den Fachbereich Typografie aus.
1980 wurde die kunstgewerbliche Abteilung in Schule für Gestaltung Basel umbenannt und schliesslich 2002 vollends unabhängig. Einige der oben genannten Bildungsgänge wurden in die 1999 gegründete Hochschule für Gestaltung und Kunst FHNW integriert.